# 佐波川ダム

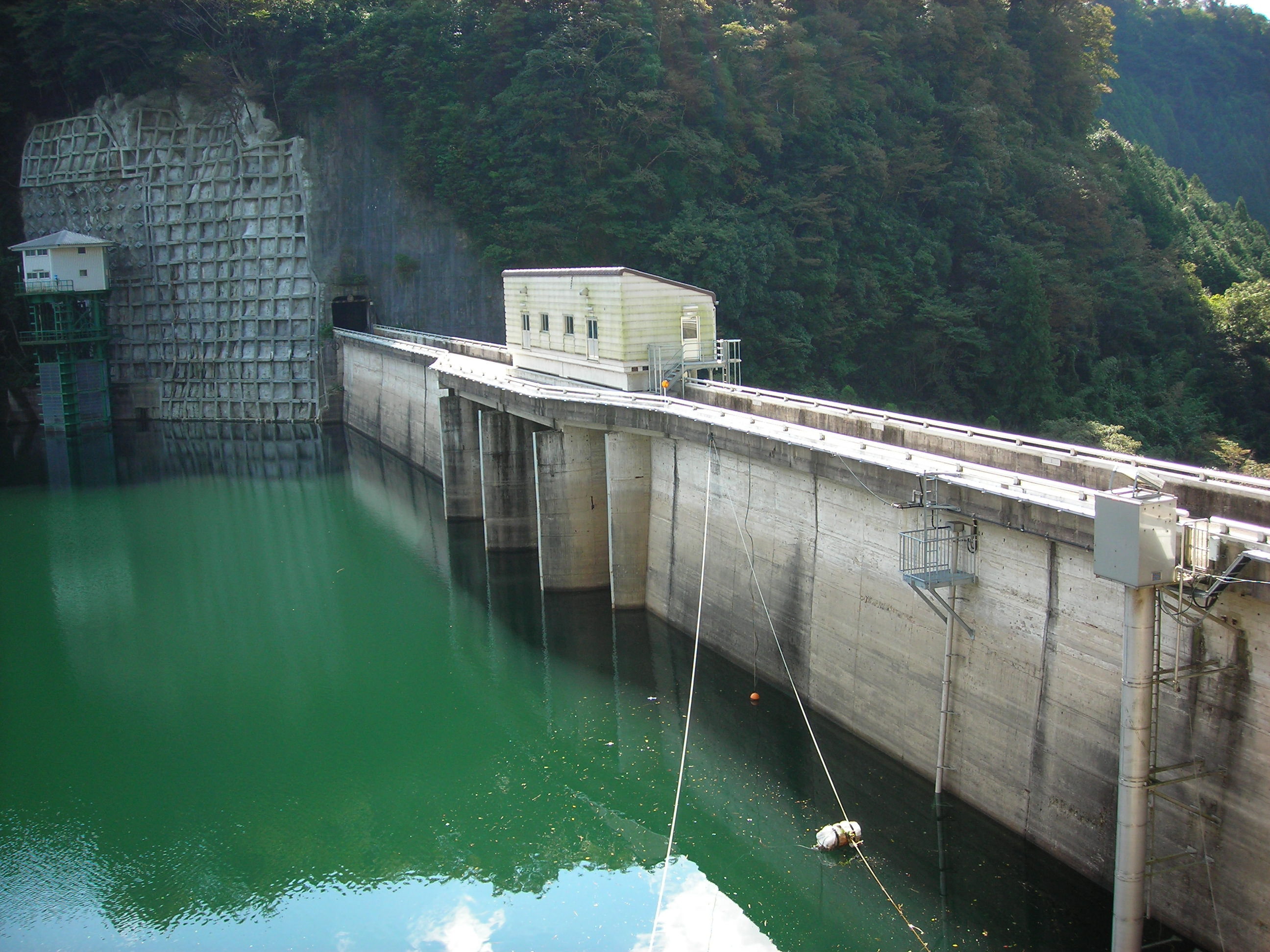
上流から見た佐波川ダム

佐波川ダム（さばがわダム）は、山口県山口市徳地野谷（旧・佐波郡徳地町）掛の平地先、一級水系佐波川本川上流部に建設されたダムである。
山口県が管理する県営ダムであり、堤高54.0mの重力式コンクリートダムである。佐波川の治水と下流工業地帯及び沿岸農地への利水を目的とした補助多目的ダムであるが、ダムの施工は建設省中国地方建設局（当時は建設省中国四国地方建設局と呼ばれていた）が行っていた。ダムによって形成された人造湖は、水没地の地名を採って大原湖（おおはらこ）と命名された。

## 沿革
佐波川は流域に山口県下最大の防府平野を抱え、流域は有数の穀倉地帯である。また下流部の防府市はかつて萩藩の軍港・三田尻港があった事もあり港湾都市として栄え、近年では繊維工場を始めとする工業地帯が拡充していった。だが、佐波川は古くから氾濫を起こす河川でもあり、特に1951年（昭和26年）7月6日に発生した集中豪雨災害では、過去に例を見ない被害を流域全体に及ぼした。この為本川上流部から支流の島地川合流点までの区間では、『佐波川災害土木助成事業』として堤防築堤などの緊急治水対策が行われたが、治水対策を確実とする対策として山口県は現在の地点に治水専用ダムを計画した。
治水ダムは1952年（昭和27年）より事業に着手されたが、この間食糧増産対策による新規農地拡大や防府工業地域の拡充による水需要の増大と、電力需要の増大により各方面から佐波川を利用した開発の要望があり、総合的な河川開発が求められる様になった。こうした事から山口県は佐波川の治水ダム事業を補助多目的ダムへと切り替える方針を固め、1953年（昭和28年）に『佐波川総合開発事業』の中心事業として計画変更を行った。これが現在の佐波川ダムである。

## 目的
佐波川ダムは高さ54.5mの重力式コンクリートダムである。目的は佐波川流域の洪水調節、流域農地の既得水利権分の農業用水補給を図る不特定利水、防府市・徳地町の新規農地開墾に対する灌漑、防府市工業地域へ日量114,100トンの工業用水道の補給、及び山口県企業局による県営水力発電（3,500kW）である。
ダムは1956年（昭和31年）9月に完成し、以後佐波川上流域の治水と流域の利水に貢献しているが、島地川合流点より下流部で計画を上回る出水が記録される事、流域の人口増大に伴う上水道需要の拡大（佐波川ダムは上水道の目的が無い）、更に新南陽市・徳山市（現・周南市）の石油化学コンビナートなどの工業地域拡充による工業用水の需要増大が重なり、佐波川ダムだけでは賄い切れなくなる可能性が出てきた。又、1966年（昭和41年）には新河川法の制定に伴い佐波川水系は山口県では小瀬川水系と共に一級水系に指定され、島地川合流点以南が建設省（現・国土交通省）による直轄管理区間に指定された（佐波川ダムを含む島地川合流点以北は現在も山口県管理区間である）。こうした事もあり更なる河川総合開発事業が検討されることとなった。
建設省中国地方建設局（現・国土交通省中国地方整備局）は佐波川の最大支川である島地川に特定多目的ダムを建設する事により、上記の課題を解決しようと図った。こうして1973年（昭和48年）に島地川ダムが計画され、1981年（昭和56年）に完成している。現在は佐波川ダム・島地川ダムによって佐波川の治水・利水が図られている。

## 大原湖
佐波川ダムによって形成された人造湖は大原湖と命名された。由来は水没した旧柚野村の中心地域である大原地区からである。ダム建設によって207世帯の住民が水没対象となった。これは現在であれば水源地域対策特別措置法の第9条指定ダムに確実に指定される規模の水没物件であり、住民は「徳地町佐波川ダム補償対策委員会」を設置してダム反対運動を繰り広げた。最終的には補償交渉は妥結したものの、水没する故郷の名を後世に残さんとして、中心地区である「大原」の名を湖に冠した経緯がある。

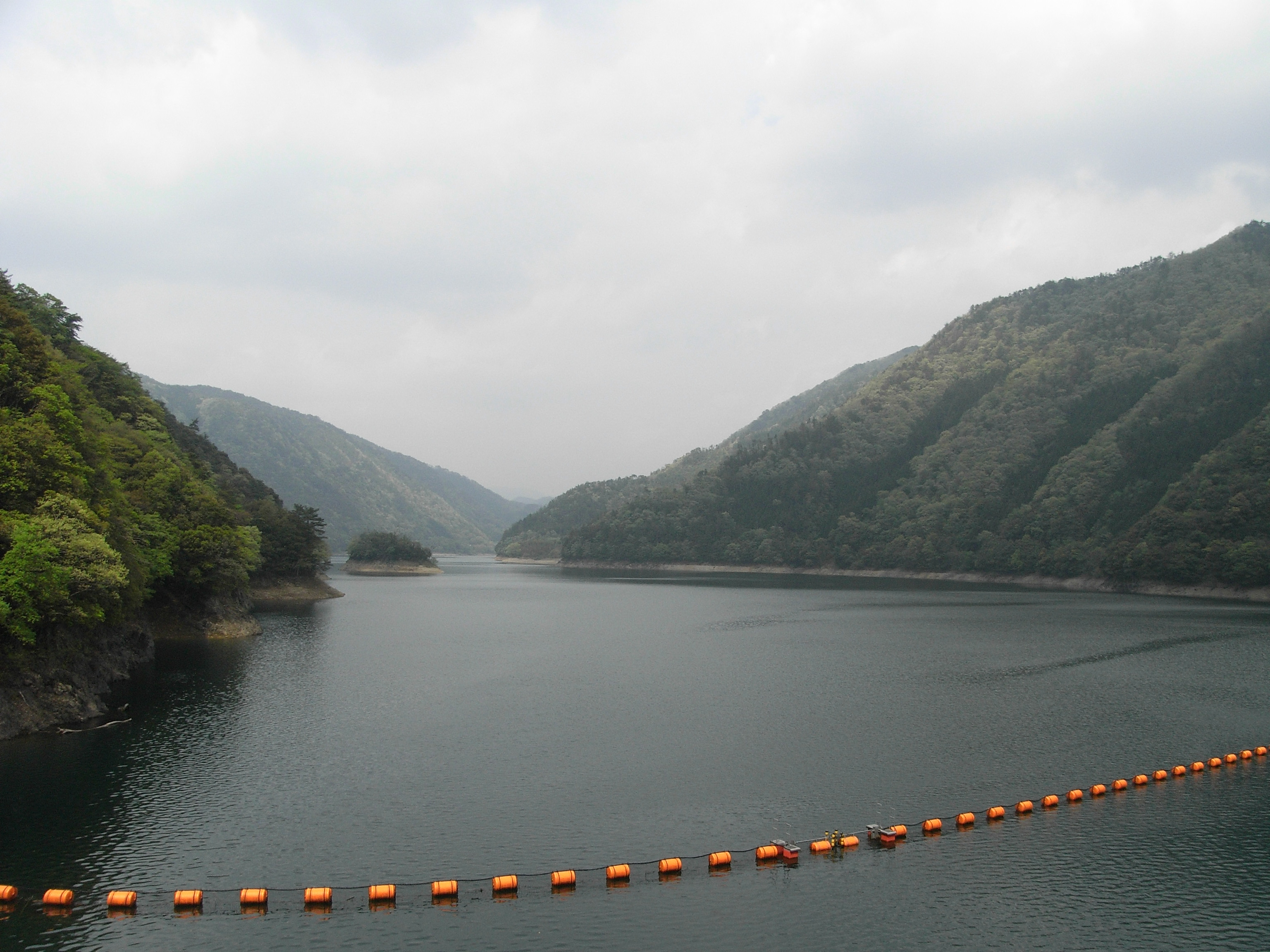
大原湖

大原湖は春になると湖岸に2,000本のサクラが一斉に咲き乱れ、花見のスポットとして地元に名が知られている。佐波川発電所付近には名水・佐波川関水がある。湖畔にはキャンプ場（ふれあいパーク大原湖）が整備され、国立山口徳地青少年自然の家や長者ヶ原グリーンスポーツ広場、重源の郷といったアウトドア施設にも近く、休日には多くの客で賑わう。また、湖周辺は1973年（昭和48年）に鳥獣保護区特別保護地区に指定され、鳥類の採取が厳重に規制されている。これはサンショウクイという珍しい渡り鳥が飛来する為である。正確な個体数は良く分かっていない。
湖右岸には「野谷石風呂」という旧跡があるが、これは下流にある「岸見石風呂」と共に鎌倉時代に僧・重源が造ったものと伝えられている。治承・寿永の乱（源平合戦）において平重衡による南都焼き討ちによる焼失した東大寺を再建する際に造られたとの事であり、毎年旧暦6月5日に該当する日に「風呂焚き」の祭りが催される。
ダム傍には山口市徳地から阿東に抜ける国道489号が通過しており、下流には中国自動車道・徳地インターチェンジがある。
鉄道はJR西日本山陽本線・防府駅より北に約36kmの距離にあり、堀まで防長バス、堀で山口市徳地生活交通バスに乗り換え、佐波川ダムバス停で降りる。JR西日本山口線・徳佐駅（山口市阿東）からは、徳地生活交通バスで柚野活性化センターバス停に向かい、接続する堀行きに乗り換えるが、水曜日・木曜日・金曜日しか接続しない。
なお、JR西日本山口線・名草駅（山口市阿東）からは南に約15kmと防府よりも距離的に近いが、同駅からの佐波川ダム方面への直行バスはなく、タクシーを利用して国道489号で峠を越えることになる。
また、かつては佐波川沿岸を防石鉄道が運行していたが、防府から堀までの路線であり、現在は廃止されている。

## 周辺
- 重源の郷

## 参考資料
- 日本ダム協会　ダム便覧
- 山口県　ホームページ
- 『日本の多目的ダム』1980年版　建設省河川局監修・全国河川総合開発推進期成同盟会編　山海堂　1980